# Lupettiana eberhardi
Lupettiana eberhardi är en spindelart som beskrevs av Antonio D. Brescovit 1999. Lupettiana eberhardi ingår i släktet Lupettiana och familjen spökspindlar.
Artens utbredningsområde är Costa Rica. Inga underarter finns listade i Catalogue of Life.